# POCKET MUSIC
『POCKET MUSIC』（ポケット・ミュージック）は1986年4月23日に発売された山下達郎通算8作目のスタジオ・アルバム。

## 解説
『BIG WAVE』以来、オリジナル・アルバムとしては『MELODIES』以来約3年ぶりとなるスタジオ・アルバムで、『MELODIES』以来となるオリコンチャート1位も獲得した（当時のLP・CT・CDチャート全て）。
このアルバムからデジタル機材が導入されているが当時は、アナログ機材からデジタル機材への過渡期であった。1980年代中盤のレコーディング環境は、従来の2インチ幅テープを使用するアナログ24トラックMTRから、デジタルマルチチャンネルレコーダーを用いたものに移行つつあった。また、シーケンサーが、SMPTEタイムコードによる同期の下、MIDIのコントロールによるポリフォニックな自動演奏が可能なものに進化し、商業音楽制作の現場で使われ始めていた。
山下の周辺でも、DASHフォーマット準拠の24チャンネルデジタルマルチであるSONY PCM-3324を核とするデジタルレコーディングシステムが導入されていた。しかし、当時はデジタル録音の広いダイナミックレンジを最大限活用することに最も重きが置かれた時代で、その結果、いわゆる「音圧」が低い、ガッツに欠けた音となり、多くのミュージシャンが、従来のアナログレコーディングとの間の違和感に悩んでいた。アナログテープでは録音時に暗黙の内にダイナミックレンジが圧縮されて太い音に変化していたが、デジタルテープになってダイナミックレンジが圧縮されなくなった（そもそも圧縮しなくても記録できてしまう程にデジタル記録方式の性能が高かった）結果として音のにじみや歪みが無くなった事が最大の原因だったが、この当時にはデジタル録音についてのノウハウが全く無く、その原因すら分かっていなかった。また、当時のデジタル機材に搭載されていたADCやDACのフィルタの性能が悪く、リンギング（元の波形には存在しない高調波）の発生により、収録した音が極めて硬質な音に変貌してしまう現象も起きていた。この当時、苦肉の策として、デジタルテープに欠けた音圧を上げるために、デジタルテープレコーダで収録した音声トラックをアナログテープレコーダで録音してからデジタルテープレコーダで再録音するテープコンプ等といった技が考案されたが、急速なデジタルへの移行により、次々と業務用のアナログテープレコーダーのメーカーサポートが無くなるなど、テープコンプの将来性も不透明な状況となっていた。
デジタル機材を活用することで大きく成功していた音楽は、硬質なシンセサイザーの音を前面に押し出したヒップホップや、デジタルシンセやサンプラーの音を点音源のように音像内に配置した音楽だったが、いずれもそれまで山下が制作してきた音楽とは趣を異にするものであり、山下自身も「ヒップホップなどの『いかにもデジタルな楽曲』を作れば、それまでやってきた人達にかなわない」と考えていたようである。
山下自身は音を飽和させてガッツのある音を目指す従来の音楽制作スタイルが全く通用しなくなった事を感じ、一時はデジタル機材への移行を諦め、市場に出回り続けるであろうアナログ機材を可能な限り買い集めて温存することを検討していた。しかし、音楽市場が全面的にデジタル前提のシステムに移り始めたことを考慮し、山下も時代の流れに逆らわず、デジタル機材への移行を決めた。その結果、本作は山下のディスコグラフィーにおいてもきわめて実験的な色彩の強いものとして制作され、人間的なノリについての相次ぐ違和感から発売は延期を繰り返し、結果として完成した作品は小編成感の強い（本人は「コンボ感の強い」と表現）作風となった。山下は当時「これは試作品である」と発言しており、デジタルな環境と自らの音楽の間の違和感に対して、山下は次作『僕の中の少年』まで試行錯誤を重ねることになった。実際、最初にリリースされたCDである32XM-15の音質は全体的に薄くシャカシャカしており、各パートの音が横並びでごちゃごちゃし、エコーの掛かり方が不自然であるため、まとまりに欠けた出来となっている。これは、デジタルゆえの音のにじみの無さや、初期のAD変換器の大きなリンギング成分（記録した音に付帯する本来存在しない高周波数成分で音がシャカシャカする最大の原因）が空間表現において悪く作用した例である。山下本人もこのバランスが悪い出来には非常に不満があったため、後に吉田保によりトラックダウンからやり直すことになり、『POCKET MUSIC ('91 REMIX)』として1991年にリリースされた。
また、起用するミュージシャンがキャリアを重ね、他のミュージシャンのレコーディングやライブ・ツアー等に起用される機会が増えたため、それまでの“練習スタジオに演奏者を集めてリズムパターンを練り上げ、レコーディングスタジオに持ち込んで録音する”という制作方法が困難になり始めてきたことも障害となった。このアルバム以降、山下は自らの演奏と打ち込みによる多重録音を音楽制作の核に据えるようになっていった。
山下自身のレコーディング環境も、Roland MC-4（『風の回廊』のシーケンスは当初これで行われている）から、 NEC PC-8801+Roland MPU-401+Roland MIF-PC8+Roland MCP-PC8 / MRC-PC8 のシステムを経て、PC-9801+カモンミュージックRCP-PC98への過渡期にあり、膨大な試行錯誤が生じた。このアルバムの制作以前に使用していたPC-8801ベースのシステムでは発音のタイミングに関する十分な精度が得られず、発音タイミングの微妙な揺らぎにより生じる人間的なノリが再現できなかった。そのためアルバムの発売予定日は当初の1985年から大幅に遅延、コンサート・ツアー『PERFORMANCE'85-'86』も延期となり、翌年ツアー・タイトルを『PERFORMANCE '86』に改めて、1986年5月から行われた。
デジタル化以降は、アナログテープの時のように音を増やし過ぎると音同士が融け合わずにケンカする事から、演奏楽器を減らす編曲に変化して行った。この変化はデジタルマルチトラックテープレコーダーの業界標準となったSONY PCM-3348より更に解像度が高いPro Toolsへの移行でも同様となった。
2020年には山下監修によるリマスター盤『POCKET MUSIC (2020 Remaster)』が、『僕の中の少年 (2020 Remaster)』と同時発売された。

## 収録曲

### SIDE A
1. 土曜日の恋人  –  (2'59")
  - words & music by TATSURO YAMASHITA
  - 山下によれば、曲のモチーフは'82年頃から持っていて、'60年代のスナッフ・ギャレット（Snuff Garrett）が手がけたボビー・ヴィー（Bobby Vee）やゲイリー・ルイス（Gary Lewis and the Playboys）の諸作品のような雰囲気を出したくて作った作品だが、'80年代のデジタル・メディアの中ではもうすでに超アナクロな願望でしかなく、色々な意味で完成までに時間と手間がかかったという[1]。完成後、フジテレビ系『オレたちひょうきん族』のイメージにフィットするような気がして売り込んだところ採用され、アルバムの先行シングルとしてリリースされた[注釈 3]
2. ポケット・ミュージック  –  (5'19")
  - words & music by TATSURO YAMASHITA
  - “ポケット・ミュージック”というアルバム・タイトルが先に決まっていたので、そのタイトルで何か一曲作ろうと'85年の5月ごろに詞曲同時に作られた。当初はドラム・マシンを使った所謂“同期もの”で完成させようとしていたため、スネア・ドラムの入らない変則的なドラム・パターンになっている。山下自身、詞・曲・アレンジ・演奏共に大変好きな作品で、とりわけニューヨークでレコーディングしたジョン・ファディスのフリューゲルホルンのソロが特に気に入っているという[1]。本作発売時の1986年のコンサート・ツアー以来、ライブ演奏はされていなかったが、2014年のコンサート・ツアー『Maniac Tour 〜PERFORMANCE 2014〜』で28年振りにセットリストに加えられた。
3. MERMAID  –  (4'27")
  - words by ALAN O'DAY, music by TATSURO YAMASHITA
  - シングル「土曜日の恋人」[注釈 3]のカップリング曲として発売された。山下によれば、曲自体は'79年に書かれていたが、ベースのパターンに若干不自然なところがあり、何度かトライしたものの思い通りの感じが出ず、'85年にコンピューターを使ってやっと完成をみたという[1]。アルバム収録に際しリミックスが行われた。当初アルバムには自身による日本語詞での収録を予定していたことから実際に歌詞を書いてはみたが、詞の内容がサビの“MERMAID”とあわなかったため結局、アラン・オデイによる英語詞のヴァージョンのまま収録に至った。
4. 十字路  –  (3'45")
  - words & music by TATSURO YAMASHITA
  - 当初、途中でデュエットになる4小節を大貫妙子に歌ってもらおうと思っていたが、スケジュールが合わず実現しなかったため、竹内まりやが担当している。
5. メロディー、君の為に  –  (5'10")
  - words & music by TATSURO YAMASHITA
  - アルバムに収録されている全楽曲の中で一番後に作られ、録音された作品。もともとは、映画『タンポポ』の主題歌用にと書き始めたものだが、先方からの依頼がクランク・アップ間際だったため時間的に間に合わず、結局映画には使用されなかった。山下自身、割と気に入った曲だったことから、詞を変えてそのまま進行させ、本作に収録された[1]。

### SIDE B
1. THE WAR SONG  –  (5'04")
  - words & music by TATSURO YAMASHITA
  - 当時の首相、中曽根康弘による「不沈空母」発言をきっかけとして作られた曲。バックのブロックコードを演奏しているのは打ち込みで制御されたシンセだが、これを自然な響きに近付ける目的で、エレクトリック・ギターのパートが多重録音されている。ライブ・アルバム『JOY –TATSURO YAMASHITA LIVE–』[注釈 4]にライブ・ヴァージョンが収録された。
2. シャンプー  –  (4'11")
  - words by CHINFA KAN, music by TATSURO YAMASHITA
  - 作詞家康珍化の名が初めて世に出た作品。もともとはアン・ルイスの'79年のアルバム『PINK PUSSY CAT』をプロデュースした際に書き下ろされた曲のセルフカバー。当初から自身の弾き語りを打ち込みでシミュレートすることを目指してレコーディングされた。後に山下は「今聞くとデータの打ち込みなど稚拙な部分もあるが、あの当時ではこれが限界だった」[1]という。後に竹内まりやがラジオオンエアー用に伊藤広規のベースと難波弘之のピアノだけの伴奏でカバーし、シングル「小さな願い/今を生きよう (Seize the Day)」に収録。
3. ムーンライト  –  (2'57")
  - words & music by TATSURO YAMASHITA
  - アルバムのレコーディングを始めた段階ではまだ8ビット・コンピュータ用のソフトしかなく、精度が山下の要求に追いつかなかった。結果、小品ではあるものの、完成までに約1か月近くを要し、違うパターンで7回もレコーディングをやり直したという[1]。
4. LADY BLUE  –  (4'03")
  - words by ALAN O'DAY, music by TATSURO YAMASHITA
  - この曲には大編成のコーラスが合うと思い、ニューヨークに録りに行ったが、コーディネーターの不手際から、スタジオに来たのは普通の3人組のコーラス隊だった。コーラスが薄かったので東京に帰って自分の多重コーラスで補わざるを得なくなったが、結果的にはこの方が山下達郎らしい仕上がりになったと言われたという[1]。
5. 風の回廊（コリドー）  –  (3'56")
  - words & music by TATSURO YAMASHITA
  - ホンダ・クイント インテグラのキャンペーン・ソングとして制作された。山下によれば、この曲で描かれている“過ぎ去った恋の中の現実とも幻影ともつかない女性像”は自身の詞の重要なテーマのひとつであるという。この曲は山下にとって初めてのデジタル・レコーディングであり、同時に初めてコンピューター・ミュージックを導入した、レコード制作上の一大分岐点でもあったという[2]。CMヴァージョンは楽器編成とヴォーカルがそれぞれ少しずつ異なり、ミックスも別[注釈 5]。その後フル・サイズに仕上げるために楽器を足すなどの作業を行っているうちに完成が遅れスケジュールが遅延した結果、エンジニアの吉田保が次の仕事でハワイへ行ってしまい[注釈 6]、生まれて初めて自分自身でミックス・ダウンを行う羽目になった[2]。エンジニアという職制は非常にプロフェッショナルなものであるという敬意があり、どんなに要求はしても、基本的にエンジニアの領分にはなるべく立ち入らないように努めている山下にとって、後にも先にも一度きりのエンジニア経験だったという[1]。

## クレジット

### 土曜日の恋人
| words & music by TATSURO YAMASHITA        |
| ©1985 Fujipacific Music Inc. & Smile Pub. |
|                                           |

| 山下達郎 |  | - electric guitar, acoustic guitar, - hammond organ, synthesizers with PC-8801, - glocken, percussion, - whistle & background vocals |
| 青山純   |  | drums |
| 伊藤広規 |  | electric bass |
| 難波弘之 |  | acoustic piano & celeste |
| 山川恵子 |  | harp |

### ポケット・ミュージック
| words & music by TATSURO YAMASHITA |
| ©1986 Tenderberry Music Inc.       |
|                                    |

| 山下達郎   |  | - synthesizers with PC-8801, - electric guitar, acoustic guitar, hammond organ, - percussion, Linn drums with PC-8801 & background vocals |
| 上原裕     |  | drums |
| 伊藤広規   |  | bass |
| JON FADDIS |  | flugel horn solo |
| 村田和人   |  | guest background vocalist! |

### MERMAID
| words by ALAN O'DAY, music by TATSURO YAMASHITA |
| ©1985 Smile Pub.                                |
|                                                 |

| TATSURO YAMASHITA |  | - synthesizers with PC-8801, - Roland digital drums with PC-8801, - electric guitar, hammond organ, - glocken, percussion & background vocals |
| HIROYUKI NANBA    |  | emulator solo |

| thanks to JUN AOYAMA for his great sound of snare drum & cymbal work! |

### 十字路
| words & music by TATSURO YAMASHITA |
| ©1986 Smile Pub.                   |
|                                    |

| 山下達郎   |  | - electric guitar, acoustic guitar, - fender rhodes, acoustic piano, - synthesizers, percussion - & background vocals |
| 青山純     |  | drums |
| 伊藤広規   |  | electric bass |
| 竹内まりや |  | guest vocalist!(interlude)                                                                                            |

### メロディー、君の為に
| words & music by TATSURO YAMASHITA |
| ©1986 Smile Pub.                   |
|                                    |

| 山下達郎 |  | - electric guitar, acoustic guitar, - synthesizers, Linn drums, - TR-727, percussion, - glocken & background vocals |
| 青山純   |  | drums |
| 伊藤広規 |  | electric bass |
| 中西康晴 |  | acoustic piano |
| 渕野繁雄 |  | tenor sax solo |

### THE WAR SONG
| words & music by TATSURO YAMASHITA |
| ©1986 Smile Pub.                   |
|                                    |

| 山下達郎 |  | - synthesizers with PC-9801, - electric guitar, acoustic guitar, - TR-727 with PC-9801, - percussion & background vocals |
| 青山純   |  | drums |
| 伊藤広規 |  | electric bass |
| 大村憲司 |  | electric guitar solo |

### シャンプー
| words by CHINFA KAN, music by TATSURO YAMASHITA |
| ©1979 Watanabe Music Pub.                       |
|                                                 |

| 山下達郎 |  | - synthesizers with PC-8801, - drums |
| 土岐英史 |  | soprano sax                          |

### ムーンライト
| words & music by TATSURO YAMASHITA |
| ©1986 Tenderberry Music Inc.       |
|                                    |

| 山下達郎 |  | - synthesizers with PC-8801, - electric guitar, acoustic guitar, - percussion & background vocals |

### LADY BLUE
| words by ALAN O'DAY, music by TATSURO YAMASHITA |
| ©1986 Smile Pub.                                |
|                                                 |

| TATSURO YAMASHITA |  | - acoustic guitar, electric sitar, - synthesizers, - percussion & background vocals |
| JUN AOYAMA        |  | drums                                                                               |
| KOHKI ITOH        |  | electric bass                                                                       |
| HIROSHI SATOH     |  | - acoustic piano, - fender rohdes, synth-monica solo                                |
| B.J.NELSON        |  | background vocals                                                                   |
| CYNTHIA MIZELLE   |  | background vocals                                                                   |
| BENNY DIGGS       |  | background vocals                                                                   |

### 風の回廊
| words & music by TATSURO YAMASHITA |
| ©1985 Smile Pub.                   |
|                                    |

| 山下達郎 |  | - synthesizers with PC-8801, - electric guitar, acoustic guitar, - glocken, percussion - & background vocals |
| 青山純   |  | drums |
| 渕野繁雄 |  | tenor sax solo                                                                                               |

|                                                           |
| PC-8801 & PC-9801 COMPUTER OPERATED BY TATSURO YAMASHITA  |
| SYNTHESIZERS OPERATED BY ITARU SAKOTA & TATSURO YAMASHITA |

### スタッフ
| PRODUCED AND ARRANGED BY TATSURO YAMASHITA for SMILE COMPANY |
| EXECTIVE PRODUCER : RYUZO “JUNIOR” KOSUGI                    |

| RECORDING ENGINEERS | : | - TAMOTSU YOSHIDA, TOSHIRO ITOH, YOSUO SATOH, - MASATO OHMORI & JOHN CONVERTINO |

| REMIX ENGINEER : TOSHIRO ITOH |
|                               |

| ASSISTANT ENGINEERS | : | - SHIGEMI WATANABE, JUNJI MATSUO, TETSUYA MORIOKA, - TATSUYA NAKAMURA, MUTSUMI YOSHIDA, KATSUMI MURO - & DON PETERKOFSKY |

| RECORDING STUDIOS | : | - SMILE GARAGE, CBS/SONY ROPPONGI, ONKIO HAUS - & SIGMA SOUND NEW YORK |

| REMIX STUDIO : SMILE GARAGE                                      |
| MASTERING STUDIO : CBS/SONY SHINANOMACHI                         |
| DISK MASTERING ENGINEER : MITSURU “TEPPEI” KASAI                 |
|                                                                  |
| PRODUCTION CO-ORDINATOR : NOBUMASA UCHIDA                        |
| SESSION CO-ORDINATOR : MAKOTO IBE & JIMMY BIONDOLILLO (NEW YORK) |
| ARTIST MANAGEMENT : SHIN KATAYAMA & MASAYUKI MATSUMOTO           |
| COPYRIGHT MANAGEMENT : KENICHI NOMURA (SMILE PUBLISHERS)         |
|                                                                  |
| ART DIRECTION : KENICHI HANADA                                   |
| COVER & INNER CLAY ART : KYOZO HAYASHI                           |
| PHOTOGRAPHER : MITSUNORI OHTANI                                  |
|                                                                  |
| HIROYUKI NANBA by the courtesy of RVC Corp. ⁄ Air Records.       |
| HIROSHI SATOH by the courtesy of ALFA Records.                   |

## TATSURO YAMASHITA MOON VINYL COLLECTION

### 解説
2025年3月30日、山下達郎のデビュー50周年を記念して、1983年から1993年にかけて発売されたMOONレーベルのアルバム6作品が、5月から11月にかけてアナログ盤とカセットにて完全生産限定で再発売されることが発表された。
このたびラインナップされたのは『MELODIES』、『BIG WAVE』、『POCKET MUSIC』、『僕の中の少年』、『ARTISAN』、『SEASON'S GREETINGS』の6作品。2023年には1976年から1982年にかけてRCA/AIRレーベルで発売された初期8作品が「RCA/AIR YEARS VINYL COLLECTION」として発売されており、今回の6作品はそれに次ぐシリーズとなる。

### パッケージ、アートワーク
ジャケットはオリジナル・アナログ盤同様、ゲートフォールド仕様。オリジナル・アナログ盤に封入されていた歌詞カード同封。歌詞カードはオリジナルをもとにリデザインされたものとなっており、英語詞「MERMAID」と「LADY BLUE」には対訳が追加されている。その他、2020年にリリースの『POCKET MUSIC (2020 Remaster)』に収載された書き下ろしの“解説と曲目解説”を補筆改定にて再掲したライナーノーツを新規封入。リマスタリング・エンジニアはワーナーミュージック・マスタリングの菊地功、カッティングは同じくワーナーミュージック・マスタリングの加藤拓也がそれぞれ担当。なお、「土曜日の恋人」は『POCKET MUSIC (2020 Remaster)』と同じく、1995年発売のベスト・アルバム『TREASURES』用にミックスし直された最終ヴァージョンとなっており、ジャケット裏面の曲目クレジットにも“1995 "TREASURES" MIX”が追加された。

### プロモーション、マーケティング
山下達郎の活動50周年を記念したアナログ盤とカセットでの再発シリーズ“TATSURO YAMASHITA MOON VINYL COLLECTION”の第1弾、『MELODIES』が発売された5月21日、山下自身の編集によるノンストップ・ミックスを使用したティザー映像がワーナーミュージック・ジャパンの公式YouTubeチャンネルで公開された。本作『POCKET MUSIC』からは「土曜日の恋人」が選ばれている。
アナログ盤およびカセットの先着購入者特典として、TOWER RECORDS全店（オンライン含む/一部店舗除く）：ジャケット絵柄カードサイズカレンダー、HMV全店（HMV&BOOKS Online含む/一部店舗除く）：ジャケット絵柄7インチサイズステッカー、Amazon.co.jp：ジャケット絵柄メガジャケ、楽天ブックス：ジャケット絵柄アクリルキーホルダー、セブンネットショッピング：ジャケット絵柄アクリルコースター、応援店 (その他の販売店)：ジャケット絵柄ポストカード、がそれぞれ付けられた。また、応募抽選特典として、アナログ盤を全6タイトル購入者に、抽選で「豪華アナログ盤収納ケース」、カセットを全6タイトル購入者に、抽選で「豪華カセット収納ケース」がそれぞれプレゼントされることが発表された。

### チャート成績
2025年8月4日付「オリコン週間アルバムランキング」で10位にランクインを記録した。

## 収録曲

### SIDE A
1. 土曜日の恋人 (1995 "TREASURES" MIX)
2. POCKET MUSIC -ポケット・ミュージック-
3. MERMAID -マーメイド-
4. 十字路
5. メロディー、君の為に

### SIDE B
1. THE WAR SONG -ザ・ウォー・ソング-
2. シャンプー
3. ムーンライト
4. LADY BLUE -レイディー・ブルー-
5. 風の回廊

### クレジット

#### 土曜日の恋人
| Words & Music by 山下達郎                                   |
| - ©1985 by FUJIPACIFIC MUSIC INC. & - SMILE PUBLISHERS INC. |
|                                                             |

| 山下達郎 | : | - Computer Programming, - Electric Guitar, - Acoustic Guitar, - Keyborads, Glocken, - Whistle & Background Vocals |

| 青山純 : Drums                      |
| 伊藤広規 : Electric Bass            |
| 難波弘之 : Acoustic Piano & Celeste |
| 山川恵子 : Harp                     |

#### POCKET MUSIC -ポケット・ミュージック-
| Words & Music by 山下達郎           |
| ©1986 by TENDERBERRY & HARVEST INC. |
|                                     |

| 山下達郎 | : | - Computer Programming, - Electric Guitar, - Acoustic Guitar, - Keyboards, Percussion & - Background Vocals |

| 上原裕 : Drums                |
| 伊藤広規 : Bass               |
| JON FADDIS : Flugel Horn Solo |
| 村田和人 : Background Vocal   |

#### MERMAID -マーメイド-
| Words by ALAN O'DAY            |
| Music by 山下達郎              |
| ©1985 by Smile Publishers Inc. |
|                                |

| 山下達郎 | : | - Computer Programming, Drum Programming, - Electric Guitar, Keyboards, Glocken, - Percussion & Background Vocals |

| 難波弘之 : Synth Marimba Solo |
| 青山純 : Snare Drum & Cymbal  |

#### 十字路
| Words & Music by 山下達郎      |
| ©1986 by Smile Publishers Inc. |
|                                |

| 山下達郎 | : | - Computer Programming, - Electric Guitar, - Acoustic Guitar, Keyboards, - Percussion & - Background Vocals |

| 青山純 : Drums                |
| 伊藤広規 : Electric Bass      |
| 竹内まりや : Background Vocal |

#### メロディー、君の為に
| Words & Music by 山下達郎      |
| ©1986 by Smile Publishers Inc. |
|                                |

| 山下達郎 | : | - Computer Programming, - Drum Programming, Electric Guitar, - Acoustic Guitar, Keyboards, - Percussion, Glocken & - Background Vocals |

| 青山純 : Drums            |
| 伊藤広規 : Electric Bass  |
| 中西康晴 : Acoustic Piano |
| 淵野繁雄 : Tenor Sax Solo |

#### THE WAR SONG -ザ・ウォー・ソング-
| Words & Music by 山下達郎      |
| ©1986 by Smile Publishers Inc. |
|                                |

| 山下達郎 | : | - Computer Programming, - Electric Guitar, Acoustic Guitar, - Keyboards, - Percussion & Background Vocals |

| 青山純 : Drums                  |
| 伊藤広規 : Electric Bass        |
| 大村憲司 : Electric Guitar Solo |

#### シャンプー
| Words by 康珍化                              |
| Music by 山下達郎                            |
| ©1979 by WATANABE MUSIC PUBLISHING CO., LTD. |
|                                              |

| 山下達郎 | : | - Computer Programming, - Drums, Keyboards & Percussion |

| 土岐英史 : Soprano Sax |

#### ムーンライト
| Words & Music by 山下達郎           |
| ©1986 by TENDERBERRY & HARVEST INC. |
|                                     |

| 山下達郎 | : | - Computer Programming, - Electric Guitar, Acoustic Guitar, - Keyboards, Percussion & - Background Vocals |

#### LADY BLUE -レイディー・ブルー-
| Words by ALAN O'DAY            |
| Music by 山下達郎              |
| ©1986 by Smile Publishers Inc. |
|                                |

| 山下達郎 | : | - Acoustic Guitar, Electric Sitar, - Keyboards, Percussion & Background Vocals |

| 青山純 : Drums           |
| 伊藤広規 : Electric Bass |

| 佐藤博 | : | - Acoustic Piano, - Electric Piano & Synth-Monica Solo |

| B.J.NELSON : Background Vocal      |
| CYNTHIA MIZELLE : Background Vocal |
| BENNY DIGGS : Background Vocal     |

#### 風の回廊
| Words & Music by 山下達郎      |
| ©1985 by Smile Publishers Inc. |
|                                |

| 山下達郎 | : | - Computer Programming, - Electric Guitar, Acoustic Guitar, - Keyboards, Glocken, Percussion & - Background Vocals |

| 青山純 : Drums            |
| 淵野繁雄 : Tenor Sax Solo |

|                                                                                                 |
| Originally Released in 1986/04/23 (MOON-28033)                                                  |
|                                                                                                 |
| [Original 1986 Edition]                                                                         |
| PRODUCED and ARRANGED by TATSURO YAMASHITA for Smile Company                                    |
| Executive Producer : Ryuzo “Junior” Kosugi                                                      |
|                                                                                                 |
| Recording Engineers : Toshiro Ito, Yasuo Sato, Tamotsu Yoshida, Masato Ohmori & John Convertino |
| Mixing Engineer : Toshiro Ito                                                                   |
| except “風の回廊” Mixed by Tatsuro Yamashita                                                    |

|  |

| Assistant Engineers | : | - Shigemi Watanabe, Junji Matsuo, Tetsuya Morioka, Tatsuya Nakamura, - Mutsumi Yoshida, Katsumi Muro & Don Peterkofsky |

| Recording Studios : Smile Garage, CBS/Sony Roppongi, Onkio Haus & Sigma Sound New York |
| Mixing Studio : Smile Garage                                                           |
|                                                                                        |
| Art Direction & Design : Kenichi Hanada                                                |
| Cover & Inner Clay ART : Kyozo Hayashi                                                 |
| Photographer : Mitsunori Ohtani                                                        |
|                                                                                        |
| [1991 Remix Edition]                                                                   |
| Mixing Engineer : Tamotsu Yoshida                                                      |
| except “土曜日の恋人” Mixed by Yasuo Sato “風の回廊” Mixed by Tatsuro Yamashita        |
| Mixing Studio : Sound Sky                                                              |
| Released in 1991/11/10 (AMCM-4122)                                                     |
|                                                                                        |
| [2025 Edition]                                                                         |
| PRODUCED by TATSURO YAMASHITA for Tenderberry & Harvest                                |
| Executive Producer : Shusui Kosugi                                                     |
|                                                                                        |
| A1 Mixed by Yasuo Sato                                                                 |
| A2-A5, B1-B4 Mixed by Tamotsu Yoshida                                                  |
| B-5 Mixed by Tatsuro Yamashita                                                         |
|                                                                                        |
| Remastering Engineer : Isao Kikuchi (Warner Music Mastering)                           |
| Vinyl Cutting Engineer : Takuya Kato (Warner Music Mastering)                          |
|                                                                                        |
| Reissue Design : Shusaku Harima (Artisan Artwork)                                      |
| Lyrics Translation : Kyoko Maruyama                                                    |
|                                                                                        |
| A & R : Seiichi Inoue & Atushi Aoki (WMJ)                                              |
| Artist Management : Masako Niimura & Miyuki Ohno (Smile Company)                       |
| Assistant Management : Yu Tanzawa & Naoto Ukai (Smile Company)                         |
|                                                                                        |
| Hiroyuki Namba by the courtesy of Sony Music Labels Inc.                               |
| Hiroshi Satoh by the courtesy of ALFA MUSIC, INC.                                      |

## リリース履歴
| # | 発売日         | リリース                  | 規格 | 品番         | 備考 |
| - | -------------- | ------------------------- | ---- | ------------ | --- |
| 1 | 1986年4月23日  | MOON ⁄ ALFA MOON          | LP   | MOON-28033   | ジャケットはゲートフォールド仕様。 |
| 2 | 1986年4月23日  | MOON ⁄ ALFA MOON          | CT   | MOCT-28020   | カセット同時発売。アナログLPと同内容。 |
| 3 | 1986年5月10日  | MOON ⁄ ALFA MOON          | CD   | 32XM-15      | 初CD化。 |
| 4 | 1991年11月10日 | MOON ⁄ MMG                | CD   | AMCM-4122    | - 『POCKET MUSIC ('91 REMIX)』 - リミックス盤。ボーナス・トラック1曲収録。 |
| 5 | 1999年6月2日   | MOON ⁄ WARNER MUSIC JAPAN | CD   | WPCV-10022   | 品番改定によるエム・エム・ジー盤の再発。計11曲収録。 |
| 6 | 2020年11月25日 | MOON ⁄ WARNER MUSIC JAPAN | CD   | WPCL-13234   | - 『POCKET MUSIC (2020 Remaster)』 - 2020年リマスター（1991年リリースのリミックス盤『POCKET MUSIC ('91 REMIX)』）+ボーナス・トラックの計16曲収録。                                                                                              |
| 7 | 2020年11月25日 | MOON ⁄ WARNER MUSIC JAPAN | 2LP  | WPJL-10130/1 | - 『POCKET MUSIC (2020 Remaster)』 - 2020年リマスター音源をディスク2枚に分けて4面に収録した、重量盤180g仕様の2枚組LP（CDに収録されたボーナス・トラックのうち、「MY BABY QUEEN」のみ収録）。                                                     |
| 8 | 2025年7月23日  | MOON ⁄ WARNER MUSIC JAPAN | LP   | WPJL-10260   | - 【TATSURO YAMASHITA MOON VINYL COLLECTION】 - 2025年ヴァイナル・カッティング、180g重量盤による完全生産限定。山下達郎自身によるライナー付き。アナログ盤全6タイトル購入者応募抽選特典「豪華アナログ盤収納ケース」抽選応募用シリアルコード封入。 |
| 9 | 2025年7月23日  | MOON ⁄ WARNER MUSIC JAPAN | CT   | WPTL-10009   | - 【TATSURO YAMASHITA MOON CASSETTE COLLECTION】 - 2025年リマスタリング音源使用の“2025 Edition”、完全生産限定。山下達郎自身によるライナー付き。カセット全6タイトル購入者応募抽選特典「豪華カセット収納ケース」抽選応募用シリアルコード封入。    |